# 音段
語言學中，音段（Segment）指「任何可以在語音流中以物理或聽覺方式識別的離散單元」。這個術語常在語音學和音韻學中表示「一门語言中的最小元素」，这个意思與音位同義。
在口語中，音段通常分为輔音和元音，但該術語可以应用於所分析領域中任何有意義的線性序列的最小單位，例如韻律音韻學中的音節或音拍，词法学中的語素，或手語分析中的手語語素（chereme）。